# Antônio Carlos y Jocáfi

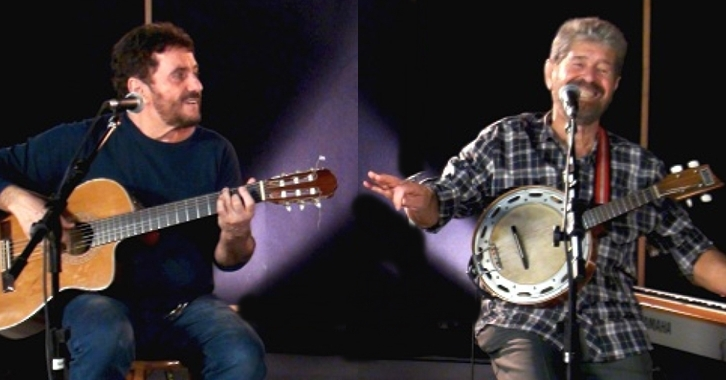
Antônio Carlos y Jocáfi (2015).

Antônio Carlos y Jocáfi son un dúo de cantautores brasileros, nacidos en Bahía, compuesto por Antônio Carlos Marques Pinto y José Carlos Figueiredo. Comenzaron su carrera en 1969 en el Festival Internacional de la Canción y tuvieron éxito en los años setenta. El dúo está
Antonio Carlos fue guitarrista de la orquesta del maestro Carlos Lacerda. En el dúo hace voces, guitarra y banjo. Jocafi estudió Derecho hasta el tercer año. Obtuvo reconocimiento en su ciudad como joven cantautor. Creó su seudónimo mediante la reducción de su nombre (José Carlos Figueiredo) a JoCaFi. En el dúo toca ukelele, banjo, guitarra y voz.

## Biografía
Antonio Carlos y Jocáfi se conocieron en 1968. Hicieron su primera aparición en público en 1969 cuando se inscribieron en el V Festival de Música Popular Brasilera, con la canción «Catendé» (de Antônio Carlos, Jocafi e Ildásio Tavares), que fue cantada por María Creuza. Al año siguiente, el dúo participó con la misma música en un festival en el noreste brasileño. María Creuza se casó con Antonio Carlos, y los tres se mudaron a Río de Janeiro.
En 1971, María Creuza grabó "Catendê", con gran éxito. Ese mismo año el dúo apareció en el VI Festival Internacional de la Canción, con la composición «Desacato» (‘desprecio’), que recibió el segundo lugar. Poco después el dúo firmaron contrato con RCA, lanzando con éxito el LP Mudei de idéia (‘cambié de idea’), que incluía los temas «Mudei de idéia», «Desacato», y «Você abusou». Las canciones tuvieron un enorme éxito, recibiendo numerosos cóvers, entre ellos el de Maysa.
En ese momento, el dúo fue contratado con frecuencia para hacer bandas sonoras para cine y televisión. Entre las telenovelas de Globo musicalizaron O primeiro amor, para la cual compusieron el clásico infantil «Shazam e Xerife». Más tarde, esta composición dio lugar a la serie del mismo nombre, así como Super-Manuela.
En 1972 la canción «Catendê» fue incluida en el LP Eu sei que vou te amar (‘Yo sé que te voy a amar’), de María Creuza, Toquinho y Vinicius de Moraes. A partir de ahí, el dúo se ha presentado en muchos festivales y giras por Brasil y el exterior. En 1974, el dúo ha logrado con la composición «Toró de lágrimas» (con Vevé Calazans) y «Dona Flor e seus dois maridos» (‘Doña Flor y sus dos maridos’). En el mismo año, ganaron el segundo lugar en el primer Festival Mundial de la Canción Popular, en Tokio (Japón), con la canción «Diacho de dor» (‘infierno de dolor’). En 1978 participaron del Proyecto Pixinguinha, una gira por el noreste con Paulo Moura, Roberto Silva y Julio São Paio. Al año siguiente lanzó el álbum Trabalho de base, editado por RCA Víctor. En 1984 el dúo lanzó el álbum Pássaro fugido, por Polydor, disco en el que el dúo firmó seis composiciones con el arreglador y guitarrista Júlio São Paio. En este registro, se destacó «Estrela amante», que más tarde sería regrabada por la cantante Peninha.
En 1986, los dos lanzaron el LP Feitiço moleque, que incluía, entre otras, «Aventurero» (de Antonio Carlos, Jocafi e Júlio São Paio), que se convirtió en el tema de la telenovela de la Globo Sinhá-Moça, que se exhibió en el extranjero, divulgando la composición en más de 20 países. Al año siguiente (1987), el grupo Banda do Forró Forrado grabó "Forrobodó" (canción de Antonio Carlos, Jocafi y Julio São Paio).
En 1994 grabaron el álbum Samba, prazer e mistério, que incluyó las canciones «Vá brincando» y «Negócio de cumadre». Al año siguiente, BMG lanzó el disco Grandes autores: Antonio Carlos & Jocafi.
En 2002 el dúo tocó en el piano bar Vinicius (en Ipanema, Río de Janeiro).
En 2006 se presentaron en el bar Brahma en Sao Paulo y en el Vinicius Piano Bar.
En 2010, la ciudad de Salvador de Bahía honró al dúo en la Escuela Bahiana del Canto Popular, en el Teatro Solar Boa Vista, con el espectáculo Kabaluerê, celebrando sus 40 años de actividades artísticas.
En 2011 el dúo volvió a los escenarios en el Vinicius Piano Bar (en Ipanema).
Uno de sus mayores éxitos fue la gran canción «Catendê», en colaboración con el poeta bahiano Ildásio Tavares, que registrada por el trío de Toquinho, Vinicius y María Creuza.
Su mayor éxito, sin embargo, sigue siendo la canción «Você abusou» (en español: "Usted Abusó"), que desde 1973 se ha convertido en un éxito internacional, especialmente en Francia, cuya versión fue renombrada como "Fais comme l’oiseau", realizada por Michel Fugain, que se convirtió en el himno del Partido Socialista francés. El cantautor francés firmó como el autor de la música y el dúo tuvo que acudir a los tribunales, ganando estos últimos la causa. Sin embargo la mayor parte de los franceses creen que la composición es de Michel Fugain. La misma canción cuenta también con versiones en español y japonés, así como grabaciones de Celia Cruz (junto a Willie Colón, en la legendaria grabación "Only They Could Have Made This Album" ("Sólo ellos pudieron hacer éste Álbum") del sello Fania Records; Sergio Mendes y Stevie Wonder.
Entre los intérpretes de Antonio Carlos y Jocafi se destacan Luiz Gonzaga, Elis Regina y Gilberto Gil.
Otros éxitos:
- "Jesuíno Galo-Doido"
- "Dona Flor e seus dois maridos"
- "Desacato"
- "Toró de lágrimas"
- "Mas que doidice"

## Discografía[3]
- 1971: Mudei de idéia, RCA Víctor, LP
- 1972: Cada segundo, RCA Víctor, LP
- 1973: Antonio Carlos & Jocafi, RCA Víctor, LP
- 1974: Definitivamente, RCA Víctor, LP
- 1975: Ossos do ofício, RCA Víctor, LP
- 1977: Louvado seja, RCA Víctor, LP
- 1978: Elas por elas, RCA Víctor, LP
- 1980: Trabalho de Base, RCA Víctor, LP
- 1984: Pássaro fugido, Lança/Polygram, LP
- 1986: Feitiço moleque, Continental, LP
- 1994: Samba, prazer e mistério, RCA/BMG, -LP/CD
- 1995: Grandes autores: Antônio Carlos e Jocáfi, BMG, CD